# Bell's whisky
 (octobre 2014).

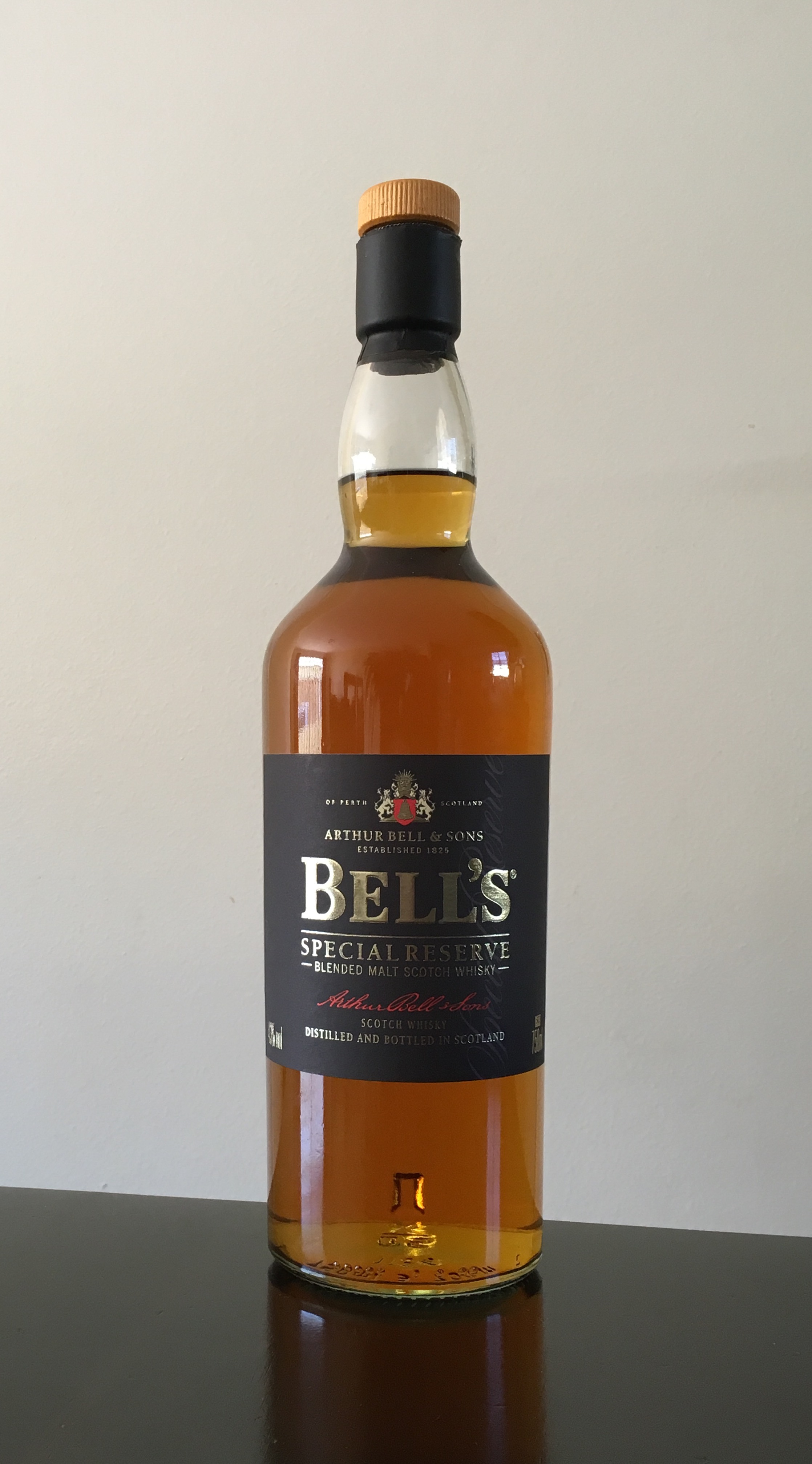
Bouteille de Bell's wisky.

Bell's est une marque de scotch whisky ayant appartenu originellement à Arthur Bell & Sons Ltd et maintenant propriété de Diageo plc. C'est le whisky le plus vendu au Royaume-Uni.

## Histoire
En 1851, Arthur Bell commença à produire un whiksy blend et fut bientôt rejoint par ses deux fils, Arthur Kinmond Bell (en) pour le marché britannique et Robert Bell pour l'international. La fin de la prohibition aux États-Unis créa une forte augmentation de la demande, qui poussa Bell's à acquérir deux distilleries en 1933, Blair Athol et Dufftown, puis une troisième, Inchgower, en 1936, toutes les trois dans les Highlands.
Après la mort des deux frères, William Govan Farquharson devient président et la compagnie fut transformée en Société anonyme avec appel public à l'épargne.
Confronté à la concurrence de plus grosses entreprises de whisky et ne pouvant lutter en termes de budget publicitaire, Bell's décida dans les années 1970 de diversifier son offre avec l'introduction de drink mixer (en) à base de whisky, qui lui attira une nouvelle clientèle, notamment féminine. Cette initiative fut couronnée de succès, avec les revenus de Bell's progressant de 800% dans la décennie. Bell's devient même le whisky le plus vendu au Royaume-Uni à partir de 1978 et, dans les années 1980, représentait environ 35 % des ventes de whisky au Royaume-Uni
Bell's acquit l'Hôtel Gleneagles en 1984 et la compagnie fut rachetée par Guiness en 1985 et devient par la suite propriété de Diageo plc.
Les whiskys de Bell's sont constitués principalement à partir de la production de la distillerie de Blair Athol avec des ajouts de Dufftown et d'Inchgower (qui sont toutes trois propriétés de la marque) mais aussi de celles de Glenkinchie et Caol Ila (ainsi que Pittyvaich (en) entre 1974 et 1993).
Bell's est aussi connu pour avoir sponsorisé la Scottish Football League à partir de la saison 1994-95 jusqu'à la fin de la saison 2005-06 (avec une interruption d'une saison en 1998-99),, ainsi que pour être présent dans le film Les Fils de l'homme où le personnage principal, interprété par Clive Owen, transporte constamment sur lui une petite bouteille de whisky.